# Passer italiae
Passer italiae (лат.), или Итальянский воробей — вид птиц семейства воробьиных. Анализ ДНК, проведенный Гленн-Питером Сетре и его коллегами, опубликованный в 2011 году, показал происхождение итальянского воробья в результате гибридизации между испанским и домовыми воробьями, Сетре и его коллеги утверждали, что, учитывая его происхождение и ограниченную степень гибридизации, отношение к таксону как к отдельному виду птиц должно быть сохранено.

## Распространение

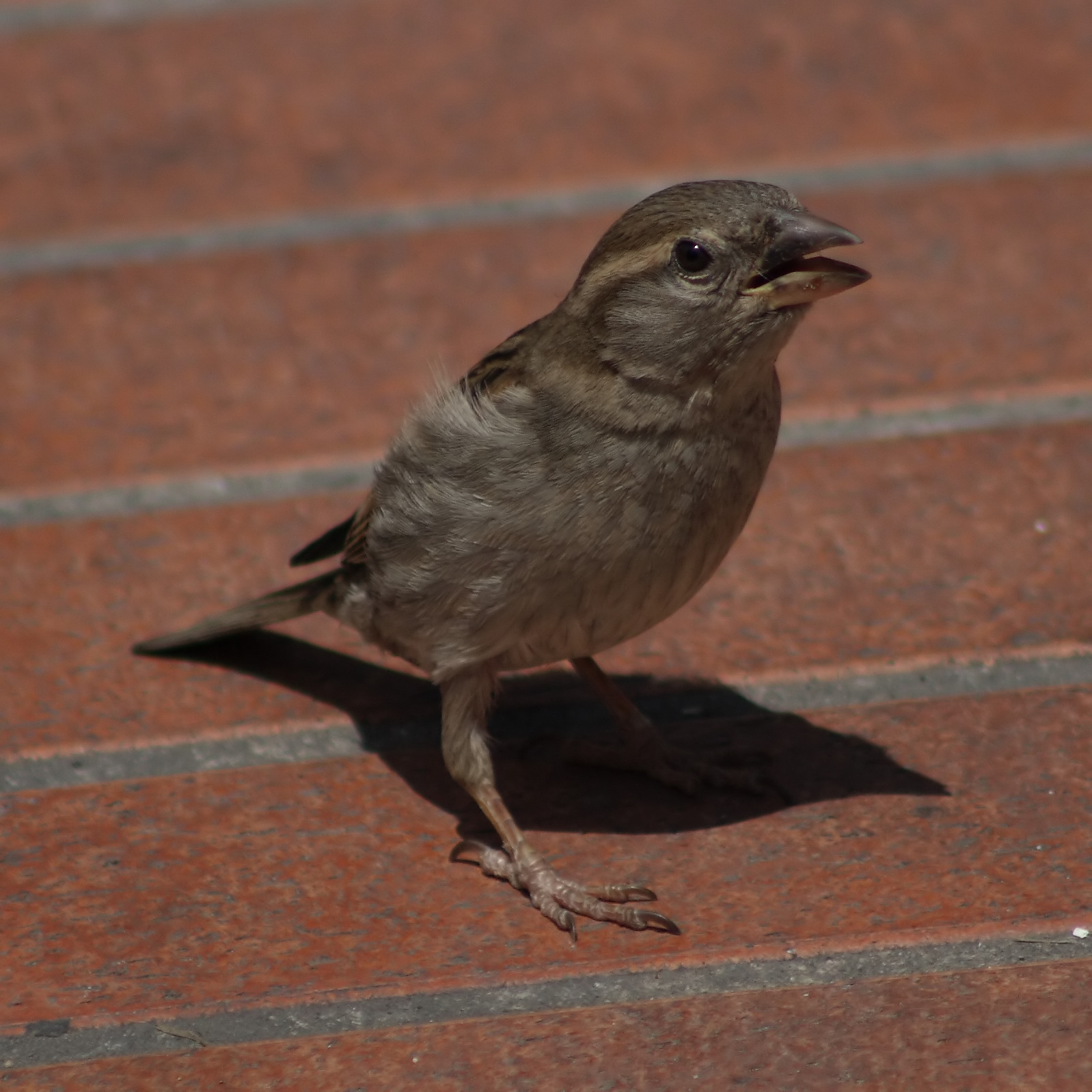
Самка в Тоскане

Обитают в северной и центральной частях Италии, на Корсике, в небольших частях территории Франции, Швейцарии, Австрии и Словении. В части ареала сосуществуют и скрещиваются с домовым и (на юге Италии) с испанским воробьями.

## Описание
Размер примерно соответствует размеру домового воробья. Длина 14-16 см. Окраска самцов и самок различается.

## Поведение
Социальные птицы, поведение которых подобно поведению домовых воробьев. Питаются в основном семенами и насекомыми.

## Взаимоотношения с людьми

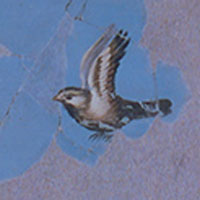
Помпейская фреска, изображающая представителя данного вида или родственного ему

Обычные городские птицы. Итальянский воробей был одним из видов диких птиц, наиболее часто употребляемых в пищу в Италии.